# Three.js
Three.js는 웹 브라우저에서 3차원 컴퓨터 그래픽스 애니메이션 응용을 만들고 표현하기 위해 사용되는 자바스크립트 라이브러리이자 API이다. 오픈 소스 프로젝트로 깃허브에서 공개되어 있다.

## 개요
Three.js는 특정 웹 브라우저나 플러그인에 의존하지 않고 자바스크립트 언어를 사용하여 웹 컨텐츠의 한 부분으로서 그래픽 처리 장치(GPU)에서 가속되는 3차원 컨텐츠를 만들 수 있도록 해 준다. 이는 WebGL의 출현으로 인하여 가능하게 되었다.
Three.js, GLGE, SceneJS, PhiloGL, Babylon.js 와 같은 상위 계층의 라이브러리들은 전통적인 독립형 애플리케이션이나 플러그인을 이용한 개발에 비해 적은 노력으로 브라우저에서 실행 가능한 복잡한 3D 컴퓨터 애니메이션을 컨텐츠를 표현할 수 있게 되었다.

## 역사
Three.js는 2010년 4월 Ricardo Cabello가 깃허브에 처음 발표하였다. 이 라이브러리의 기원은 개발자 자신이 2000년대 초 데모씬에 참여한 시기로 거슬러 올라간다. 이 코드는 액션스크립트로 처음 개발되었다가 2009년 자바스크립트로 이식되었다.

## 사용법
Three.js 라이브러리는 한개의 자바스크립트 파일이다. 로컬이나 원격 사본에 연결함으로써 웹 페이지 안에 포함시킬 수 있다.
```
<
script
 
src
=
"js/three.min.js"
></
script
>

```

다음의 예제 코드는 씬을 하나 만들고 카메라 하나와 큐브 하나를 해당 씬에 추가하고 WebGL 렌더러를 만들고 document.body 요소에 뷰포트를 추가한다. 로드되면 큐브는 X축과 Y축 주변을 회전한다.
```
    
var
 
camera
,
 
scene
,
 
renderer
,

    
geometry
,
 
material
,
 
mesh
;

    
init
();

    
animate
();

    
function
 
init
()
 
{

        
scene
 
=
 
new
 
THREE
.
Scene
();

        
camera
 
=
 
new
 
THREE
.
PerspectiveCamera
(
 
75
,
 
window
.
innerWidth
 
/
 
window
.
innerHeight
,
 
1
,
 
10000
 
);

        
camera
.
position
.
z
 
=
 
1000
;

        
geometry
 
=
 
new
 
THREE
.
BoxGeometry
(
 
200
,
 
200
,
 
200
 
);

        
material
 
=
 
new
 
THREE
.
MeshBasicMaterial
(
 
{
 
color
:
 
0xff0000
,
 
wireframe
:
 
true
 
}
 
);

        
mesh
 
=
 
new
 
THREE
.
Mesh
(
 
geometry
,
 
material
 
);

        
scene
.
add
(
 
mesh
 
);

        
renderer
 
=
 
new
 
THREE
.
WebGLRenderer
();

        
renderer
.
setSize
(
 
window
.
innerWidth
,
 
window
.
innerHeight
 
);

        
document
.
body
.
appendChild
(
 
renderer
.
domElement
 
);

    
}

    
function
 
animate
()
 
{

        
requestAnimationFrame
(
 
animate
 
);

        
render
();

    
}

    
function
 
render
()
 
{

        
mesh
.
rotation
.
x
 
+=
 
0.01
;

        
mesh
.
rotation
.
y
 
+=
 
0.02
;

        
renderer
.
render
(
 
scene
,
 
camera
 
);

    
}

```

## 같이 보기
- 구글 크롬 실험실
- 자바스크립트 프레임워크
- 자바스크립트 라이브러리

## 참고 자료
- Dirksen, Jos (2013). 《Learning Three.js: The JavaScript 3D Library for WebGL》. UK: Packt Publishing. ISBN 9781782166283. 2014년 7월 8일에 원본 문서에서 보존된 문서. 2019년 7월 11일에 확인함.
- Parisi, Tony (2012). 《Webgl Up and Running》. Sebastopol: Oreilly & Associates Inc. ISBN 9781449323578.
- Seidelin, Jacob (2012). 《HTML5 games : creating fun with HTML5, CSS3, and WebGL》. Chichester, West Sussex, U.K: John Wiley & Sons. 412–414쪽. ISBN 1119975085. - "Three.js can make game development easier by taking care of low-level details"
- Williams, James (2012). 《Learning HTML5 game programming : a hands-on guide to building online games using Canvas, SVG, and WebGL》. Upper Saddle River, NJ: Addison-Wesley. 117–120, 123–131, 136, 140–142쪽. ISBN 0321767365.
- Raasch, Jon (2011). 《Smashing WebKit》. Chichester: Wiley. 181, 182, 216쪽. ISBN 1119999138.

- Williams, James (2013). 《Three.js By Example》. Vancouver, Canada: Leanpub.